# Страждання молодого Вертера
«Страждання молодого Вертера» (нім. Die Leiden des Jungen Werthers) — роман німецького письменника, науковця та державного діяча Йоганна Вольфганга фон Ґете.

## Загальні відомості
Саме завдяки цьому твору почалось визнання Ґете на батьківщині та у світі. На час написання йому було 25 років, і творчість дрібного службовця-юриста, послідовника сентименталізму, учасника літературного руху «Буря і натиск», була відома лише вузькому колу поціновувачів. Пізніше, учений, державний муж і живий класик, Ґете жалкуватиме, що саме «Страждання молодого Вертера» залишаються основою його популярності, найпопулярнішою його книгою.
Роман є літературною містифікацією. Початково твір був анонімним, передмова написана Ґете від особи безіменного видавця, а тексти представлені як документальні. Авторство текстів листів, що складають більшу частину твору, приписане головному герою, молодому художнику Вертеру, який уриває собі життя через нещасливе кохання. Через 13 років книга була частково перероблена, тоді Ґете підтвердив своє авторство.
Основою сюжету для Ґете стали його досвід та переживання 1772 року, коли друг та колега Карл Вільгельм Єрусалем (нім. Karl Wilhelm Jerusalem) познайомив його з Шарлоттою Буфф. Ця юна вродлива донька мера містечка Вецлар була заручена з Йоганном Крістіаном Кестнером, юристом, на 11 років старшим за неї. Закоханість поета зустріла водночас і розуміння дівчини, і її бажання зберігати вірність Кестнеру. Ґете важко переживав розлуку, але за деякий час Шарлотту заступила нова пасія, Максін Ля Рош (її риси також увійшли в образ Лотти).
Історія самогубства Вертера в останній главі роману теж не є вигаданою. Такий вчинок здійснив приятель Ґете, Карл Вільгельм Єрусалем, безнадійно закоханий в одружену жінку. Передумови та смерть описані в романі настільки достовірно, що текст останніх глав «Страждань..» вивчають як клінічну картину суїциду. Цей роман призвів до того, що люди по всьому світу, наслідуючи поведінку головного героя, скоювали самогубства, що призвело до заборон на поширення книги. Вона отримала засудження деяких церков. Побутувало уявлення про «хворобу Вертера»; сукупність описаних Ґете почуттів, настроїв, учинків розглядались як симптоми душевного розладу. До цієї теми, зокрема, звертались Ілля Мечніков («Етюди оптимізму») та Зіґмунд Фройд. У соціальній психології навіть з'явилося поняття «ефект Вертера» (або «синдром Вертера») — масивна хвиля наслідуваних самогубств, які відбуваються після самогубства, широко висвітленого по телебаченню або інших ЗМІ.
Книга стала вершиною тогочасної німецької літератури, основою для численних наслідувань та алюзій. Німецькі романтики на межі XVIII–XIX ст. підносили роман та його автора, попри гостру полеміку з ним самим (Ґете на той час схилився до класицизму; ним же закладені основи Романтизму вважав «хворобливими», всіляко критикував).
За 40 років після написання роману відбулася зустріч Ґете з прототипом Лотти, Шарлоттою Кестнер. Шарлотта в листі до сина згадувала: «..я поновила знайомство з літньою людиною, яка, якби я не знала, що це Ґете, та навіть і так, не справила на мене приємного враження». Ця зустріч була відтворена в книзі Томаса Манна «Лотта у Веймарі» та в однойменній кінокартині режисера Еґона Ґюнтера.

## Вплив на мистецтво
Роман Ґете "Страждання молодого Вертера" став основою для опери Жюля Массне «Вертер» 1892 року.
У «Франкенштейні» Мері Шеллі чудовисько Франкенштейна знаходить книгу в шкіряному портманто разом із двома іншими – «Життя знатних греків і римлян» Плутарха та «Втрачений рай» Мільтона. Він вважає випадок Вертера схожим на його власну справу, яку відкинули ті, кого він любив.
Томас Карлайль, який випадково переклав англійською мовою роман Ґете «Вільгельм Мейстер», часто посилається на стосунки Вертера і пародіює їх у своєму романі 1836 року «Sartor Resartus».
Першою книгою англійського математика, статистика й філософа Карла Пірсона був «Новий Вертер» (1880).
Вільям Мейкпіс Теккерей написав поему «Скорботи Вертера», яка осміювала роман Ґете.